# キャンディマン (1992年の映画)
『キャンディマン』（原題: Candyman）は、バーナード・ローズ監督による1992年公開のアメリカ合衆国のホラー映画。クライヴ・バーカーの小説『禁じられた場所』（『Books of Blood』に収録されている『The Forbidden』）を映画化し、バーカー自身が製作総指揮を手掛けている。主演のヴァージニア・マドセンが第19回サターン主演女優賞を受賞した。
本作の続編として『キャンディマン2』『キャンディマン3』が製作され、2021年にはニア・ダコスタ監督による同じタイトルの直接の続編が公開された。

## あらすじ
シカゴの記号論専攻の大学院生ヘレン・ライルは都市伝説の研究中に、キャンディマンのことを知る。キャンディマンとはその名前を鏡に向かって5回呼ぶと現れて、その召喚者を右腕の血にまみれた根元に付いた鈎（かぎ）で殺す霊である。ヘレンはクララという女性がベビーシッター中に殺されたことを知り、その都市伝説に意欲的に取り組むことにする。彼女は清掃作業の女性2人からルーシー・ジーンという女性のことを教わる。ルーシーは評判の悪いカブリニ・グリーン公営住宅の住人で、キャンディマンに殺されたのだと噂されていた。ヘレンはその付近で類似の殺人事件が25件起きていることを突き止める。伝説を冗談だと思って、ヘレンとバーナデット・ウォルシュは浴室の鏡に向かってキャンディマンの名を5度口にするが、やはり何事も起きない。
ヘレンとバーナデットはカブリニ・グリーンの住人らが苦しい生活に耐えるためキャンディマン伝説をどう利用してきたかについて共同論文に取り組む。2人はルーシー・ジーンの殺害現場を訪ね、ヘレンはキャンディマンへの供え物が残されている部屋を見つける。その後、2人はルーシーの隣人で、アンソニーという赤ん坊を育児中のシングルマザー、アン＝マリー・マッコイと知り合う。
その晩、ヘレンと夫のトレヴァーはキャンディマン伝説の権威であるフィリップ・パーセル教授と食事をともにする。パーセルの説明によると、キャンディマンは奴隷の息子として1800年代後半に生まれ、長じて裕福な白人の肖像画を手掛ける高名な人気画家となった。だが、そうした白人家庭の娘と恋に落ち、子どもをもうけると、娘の父親は彼を私刑にしようと群衆を仕向けた。群衆は彼を捕えるや、右手を切り落とし、養蜂場から持ち出した蜂の巣を塗りつけたので、集まった大量の蜂に刺されて死亡した。その亡骸は薪の山で焼かれ、遺灰はのちにカブリニ・グリーン住宅が建つことになる土地に撒き散らされた。
ヘレンがカブリニ・グリーンに戻ると、キャンディマンを名乗る男に襲われる。襲撃を生き延びたヘレンは警察署で加害者を特定し、その男はオーバーローズというギャングのボスと判明する。警察はその男が数々の殺人事件の犯人だと決めつける。しかし、本物のキャンディマンが駐車場にいたヘレンのところに現れ、彼女に催眠をかける。キャンディマンはヘレンが伝説を信じなかったので、伝説を継承するには罪のない血を流す必要があると説明する。ヘレンは意識を失い、次に目を覚ますと血まみれになってアン＝マリーの部屋におり、アン＝マリーの飼い犬が首をはねられ、アンソニーは連れ去られている。アン＝マリーは取り乱してヘレンに襲いかかり、ヘレンは身を守ろうとしているところを警察に逮捕される。
トレヴァーの助けで保釈されたヘレンは、カブリニ・グリーンを最初に訪れたときに撮影したスライドを注意深く見ているとその1枚にキャンディマンが写り込んでいるのを発見する。キャンディマンがヘレンの住まいに出現し、彼女の首を切りつけると、ヘレンは出血して気を失う。バーナデットがヘレンを訪ねてきて、ヘレンが次に気がつくとキャンディマンによってバーナデットが殺されている。その罪をかぶせられて、ヘレンは鎮静剤を打たれ精神病院に収容され拘束具で身動きを制限される。
1か月後、精神科医のバークが来たるべき裁判の準備でヘレンに面接をする。彼女は潔白を証明しようとキャンディマンを召喚すると、キャンディマンが現れてバーク医師を殺害したので、ヘレンは逃走に成功するがバーク殺害の容疑をかぶることになる。ヘレンは自分の住まいに戻るが、トレヴァーは今や不倫の関係を続けてきた教え子のステイシーと同棲している。ヘレンはトレヴァーを問いただすと、カブリニ・グリーンに出向いてキャンディマンを説得しアンソニーを取り戻そうとする。キャンディマンの隠れ場所で彼を見つけたヘレンは、降伏すればアンソニーの安全は約束すると言われる。ヘレンに不死身となるよう誘いかけるキャンディマンが着ているコートを開くと、あばら骨には蜂が巣食っている。キャンディマンがヘレンにキスをすると、たくさんの蜂が彼の口から出てきてヘレンの体内に入る。キャンディマンはアンソニーを連れて消え、ヘレンが起き上がるとキャンディマンとその恋人のキャロリン・サリヴァンの壁画を見つける。キャロリンは驚くほどヘレンにそっくりだった。
キャンディマンはヘレンがカブリニ・グリーンの住民たちに恐怖を植え付ける助けをしたらアンソニーを解放すると約束する。しかし、キャンディマンは、自らの伝説を実現しようと、約束を破ってヘレンとアンソニーを燃え盛るたき火の中でいけにえにしようとする。キャンディマンは猛火によって消滅し、ヘレンはアンソニーを救い出すが、重度の火傷により命を落とす。住民たちはアン＝マリーに先導されてヘレンの葬儀に姿を見せて慰霊する。
悲嘆に暮れ罪に苛まれたトレヴァーは鏡をのぞき込み、ヘレンの名前を5回呼ぶ。すると、怒りに燃えたヘレンの霊が現れて、トレヴァーを鈎で裂き殺す。キャンディマンの隠れ場所には、怒髪を衝（つ）いた白い服のヘレンの壁画が描かれていて、ヘレンがその地の言い伝えの対象となったことを示している。

## 出演
| 役名                                  | 俳優                     | 日本語吹替 |
| ------------------------------------- | ------------------------ | ---------- |
| ヘレン・ライル                        | ヴァージニア・マドセン   | 土井美加   |
| ダニエル・ロビテイル / キャンディマン | トニー・トッド           | 玄田哲章   |
| トレヴァー・ライル                    | ザンダー・バークレー     | 家中宏     |
| バーナデット・“バーニー”・ウォルシュ  | ケイシー・レモンズ       | 相沢恵子   |
| アン＝マリー・マッコイ                | ヴァネッサ・ウィリアムズ |            |
| ジェイク                              | デファン・ガイ           | 峰あつ子   |
| フランク・ヴァレント刑事              | ギルバート・ルイス       | 緒方賢一   |
| ステイシー                            | キャロリン・ロウリー     |            |
| バーク医師                            | スタンリー・デサンティス | 秋元羊介   |
| クララ                                | マリアンナ・エリオット   |            |
| フィリップ・パーセル教授              | マイケル・カルキン       | 山野史人   |
| アーチー・ウォルシュ                  | バーナード・ローズ       |            |
| ハロルド                              | エリック・エドワーズ     |            |
| ビリー                                | テッド・ライミ           |            |
| 女警官                                | ラスティ・シュウィマー   |            |
| アンソニー・マッコイ                  | Lanesha Martin           |            |
| パンクギャングのリーダー              | テレンス・リギンズ       |            |

## 評価
レビュー・アグリゲーターのRotten Tomatoesでは79件のレビューで支持率は78%、平均点は6.70/10となった。Metacriticでは15件のレビューを基に加重平均値が61/100となった。

## シリーズ作品
- キャンディマン2（1995年、原題: Candyman: Farewell to the Flesh）
- キャンディマン3（英語版）（1999年、原題: Candyman 3: Day of the Dead）
- キャンディマン（2021年、原題: Candyman） - 本作の続編